# بول هاريس (كرة سلة)
بول هاريس (بالإنجليزية: Paul Harris)‏ مواليد 15 أكتوبر 1986 في نياجارا فولز، هو لاعب كرة سلة أمريكي. بدأ مسيرته الاحترافية في سنة 2009. يلعب مع فريق جويرينو فانولي باسكت في ليغا باسكيت الدرجة الأولى. يحمل الرقم 11. يبلغ طوله 6 قدم 5 بوصة (2.0 م). لعب كرة السلة الجامعية في جامعة سيراكيوز.

## المسيرة الاحترافية
لعب مع نانسي باسكت في الدوري الفرنسي في موسم 2013–2014، ثم لعب مع عنتاب لكرة السلة في الدوري التركي في سنة 2014، ثم لعب مع بي سي إم جرافيلين في الدوري الفرنسي في موسم 2014–2015.

## روابط خارجية
- بول هاريس على موقع كرة السلة الأوروبية.كوم (الإنجليزية)
- بول هاريس على موقع كلية كرة السلة في سبورتس رفرنس.كوم (الإنجليزية)
- بول هاريس على موقع ريلجم (الإنجليزية)
- بول هاريس على موقع بروبوليرز (الإنجليزية)
- بول هاريس على موقع سبورتس رفرنس (الإنجليزية)
- بول هاريس على موقع سبورتس رفرنس (الإنجليزية)